# فرنسيسكو مارتينز رودريغوس
فرنسيسكو مارتينز رودريغوس (بالبرتغالية: Francisco Martins Rodrigues‏) هو سياسي برتغالي، ولد في 1927 في مورا في البرتغال، وتوفي في 22 أبريل 2008 في لشبونة في البرتغال بسبب سرطان.